# Watcharapol Boonchan
Watcharapol Boonchan (thailändisch วัชรพล บุญชั้น, * 4. Juni 1988 in Chonburi) ist ein thailändischer Fußballspieler.

## Karriere
Watcharapol Boonchan stand bis 2013 beim Trat FC unter Vertrag. Wo er vorher gespielt hat, ist unbekannt. Der Verein aus Trat spielte in der zweiten Liga des Landes, der Thai Premier League Division 1. 2014 wechselte er nach Bangkok, wo er sich dem Erstligisten Air Force Central anschloss. Für die Air Force spielte er in der Hinserie sechsmal in der ersten Liga, der Thai Premier League. Die Rückserie 2014 stand er beim Zweitligisten Angthong FC in Ang Thong unter Vertrag. Der Drittligist Samut Prakan FC aus Samut Prakan verpflichtete ihn Anfang 2015 für zwei Jahre. Mit Samut spielte er in der dritten Liga, der damaligen Regional League Division 2. Hier trat man 2015 in der Central/Eastern Region an, die Saison 2016 spielte der Klub in der Eastern Region an. Marines Eureka FC, ein Viertligist aus Rayong, nahm ihn 2017 unter Vertrag. Mit den Marines spielte er in der vierten Liga, der Thai League 4, in der Eastern Region. 2017 wurde er mit dem Verein Vizemeister der Region und stieg in die dritte Liga auf. Hier spielte er noch ein Jahr für den Klub. Der Zweitligaaufsteiger MOF Customs United FC aus Bangkok nahm ihn die Saison 2019 unter Vertrag. Anfang 2020 unterzeichnete er einen Vertrag beim Viertligisten Pattaya Discovery United FC in Pattaya.

## Erfolge
Marines Eureka
- Thai League 4 – East: 2017 (Vizemeister)  ▲